# Габбасов, Еркин Тлеугабылович
Еркин Тлеугабылович Габбасов (каз. Еркін Тілеуғабылұлы Ғаббасов; род. 9 сентября 1983 года) — казахстанский спортсмен, стрелок-паралимпиец. Серебряный призёр летних Паралимпийских игр 2024 в Париже.

## Биография
В 2007 году Еркин Габбасов, работая на стройке, сорвался с 12-го этажа строящегося дома. Суд полностью признал вину предприятия, которое не застраховало сотрудника от несчастного случая на производстве. Еркин попал в реанимацию, затем 2 года был прикован к постели, получив пожизненную первую группу инвалидности. С 2009 года учился сидеть в инвалидной коляске. В 2017 году трудоустроился в специализированный центр обслуживания населения в городе Кокшетау.
Принял участие на летних Паралимпийских играх 2024 в Париже. 31 августа в соревнованиях по стрельбе из пневматической винтовки с 10 м стоя в классе SH1 Еркин Габбасов занял второе место с результатом 247,7 очка, уступив только стрелку из Южной Кореи Пак Джинхо, установившему новый рекорд Паралимпийских игр (249,4 очка). 1 сентября Габбасов соревновался в стрельбе из пневматической винтовки с 10 м лёжа (класс SH1), с результатом 624,3 очка занял 35-е место и не квалифицировался в финал.

## Награды
- Орден «Парасат» (14 сентября 2024 года)[4]